# Biville-sur-Mer
Biville-sur-Mer är en kommun i departementet Seine-Maritime i regionen Normandie i norra Frankrike. Kommunen ligger i kantonen Envermeu som tillhör arrondissementet Dieppe. År 2018 hade Biville-sur-Mer 844 invånare.

## Befolkningsutveckling
Antalet invånare i kommunen Biville-sur-Mer
| Referens: INSEE |